# Bogusław Rosa
Bogusław Rosa (ur. 4 maja 1925 w Warszawie, zm. 2 lutego 2008 w Gdańsku) – polski geograf, profesor.
W 1946 roku ukończył Liceum Pedagogiczne w Siedlcach. Studia uniwersyteckie w zakresie geologiczno-geograficznym rozpoczął w 1947 roku na Wydziale Matematyczno-Przyrodniczym Uniwersytetu Mikołaja Kopernika w Toruniu. Będąc na trzecim roku studiów objął stanowisko młodszego asystenta w Katedrze Geografii Fizycznej. Stopień naukowy magistra filozofii uzyskał w zakresie geografii w roku 1952, a stopień doktora w roku 1961. Odbył też dodatkowe roczne studia podyplomowe na Uniwersytecie Moskiewskim (1960). Habilitował się w roku 1967 na Uniwersytecie Mikołaja Kopernika w Toruniu.
W roku 1970 Rosa przeniósł się na nowo tworzony Uniwersytet Gdański, gdzie podjął się budowy nowego Wydziału Biologii i Nauk o Ziemi, którego był wieloletnim dziekanem. Równocześnie kierował Zakładem Geomorfologii i Geologii Czwartorzędu Instytutu Geografii UG, gdzie sformował wielodyscyplinarny zespół badawczy.
Bogusław Rosa opublikował kilkadziesiąt prac naukowych, poświęconych głównie zagadnieniom geomorfologii i paleografii obszaru Polski Północnej oraz linii formowania się brzegowej Bałtyku. Jest autorem wielu map dotyczących tych zagadnień.
Jako wieloletni pedagog na UMK i UG był promotorem kilkuset prac magisterskich i 5 doktorskich. Był aktywnym członkiem wielu towarzystw naukowych, w tym Polskiego Towarzystwa Geograficznego, Gdańskiego Towarzystwa Naukowego i wielu innych. Prowadził szeroką współpracę z zagranicznymi ośrodkami naukowymi, zajmującymi się zagadnieniami pobrzeża Bałtyku, w tym z Uppsalą, Wilnem, Greifswaldem, Rostokiem, Kilem, Warną. Roczny pobyt w Wietnamie zaowocował opracowaniem założeń rozwoju portu w Hajfongu (1975).
Pochowany na Cmentarzu Garnizonowym w Gdańsku (kwatera 19, rząd 8, grób 8).

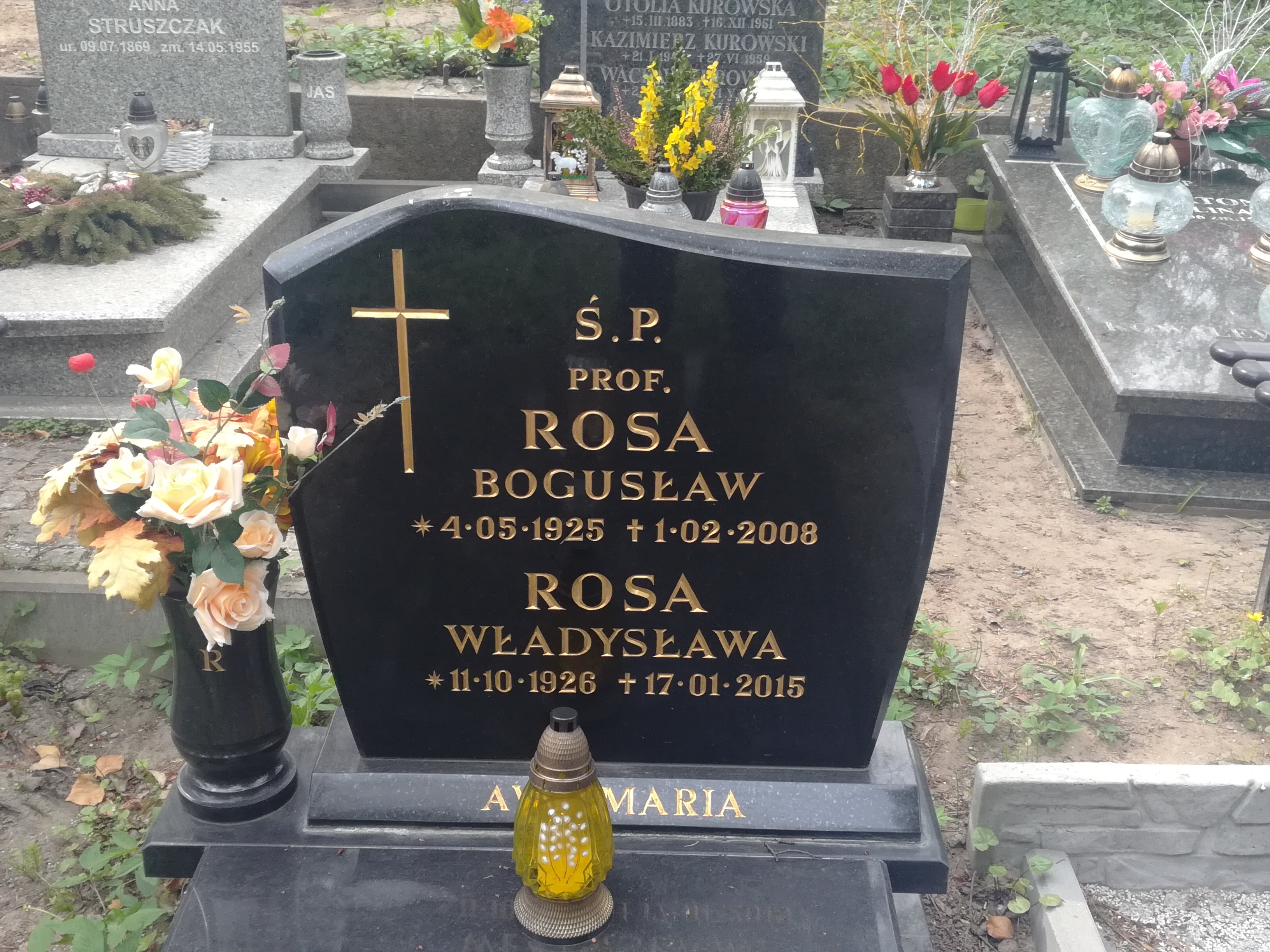
grób prof. Bogusława Rosy na Cmentarzu Garnizonowym w Gdańsku